# نافيرا آراماس
نافيرا آراماس (بالإسبانية: Naviera Armas, S.A.)‏هي شركة إسبانية تأسست في عام 1941 وتشغل عددًا من خدمات عبارات نقل الركاب والشحن في إسبانيا. تعمل الشركة بشكل رئيسي في جزر الكناري، ورحلات إضافية لربط جزر الكناري وساحل شمال إفريقيا بالبر الرئيسي الإسباني. وتدير الشركة أسطولًا مكونًا من 11 عبارة و 5 عبارات سريعة.
في عام 1941 أسس أنطونيو أرماس كوربيلو الشركة في لانزاروت. وذلك بشكل أساسي لنقل الملح والشحن بين الجزر باستخدام قوارب خشبية. ومع مرور السنين ضمت الشركة السفن ذات الهياكل الفولاذية إلى أسطولها وتوسعت إلى مقاطعات جديدة.  في عام 1975 قدمت الشركة أول سفن الدحرجة في جزر الكناري، وبدأت في تقديم خدمات نقل الركاب في عام 1995.  في عام 2008 بدأت في تقديم خدماتها إلى بورتيماو في البرتغال.  

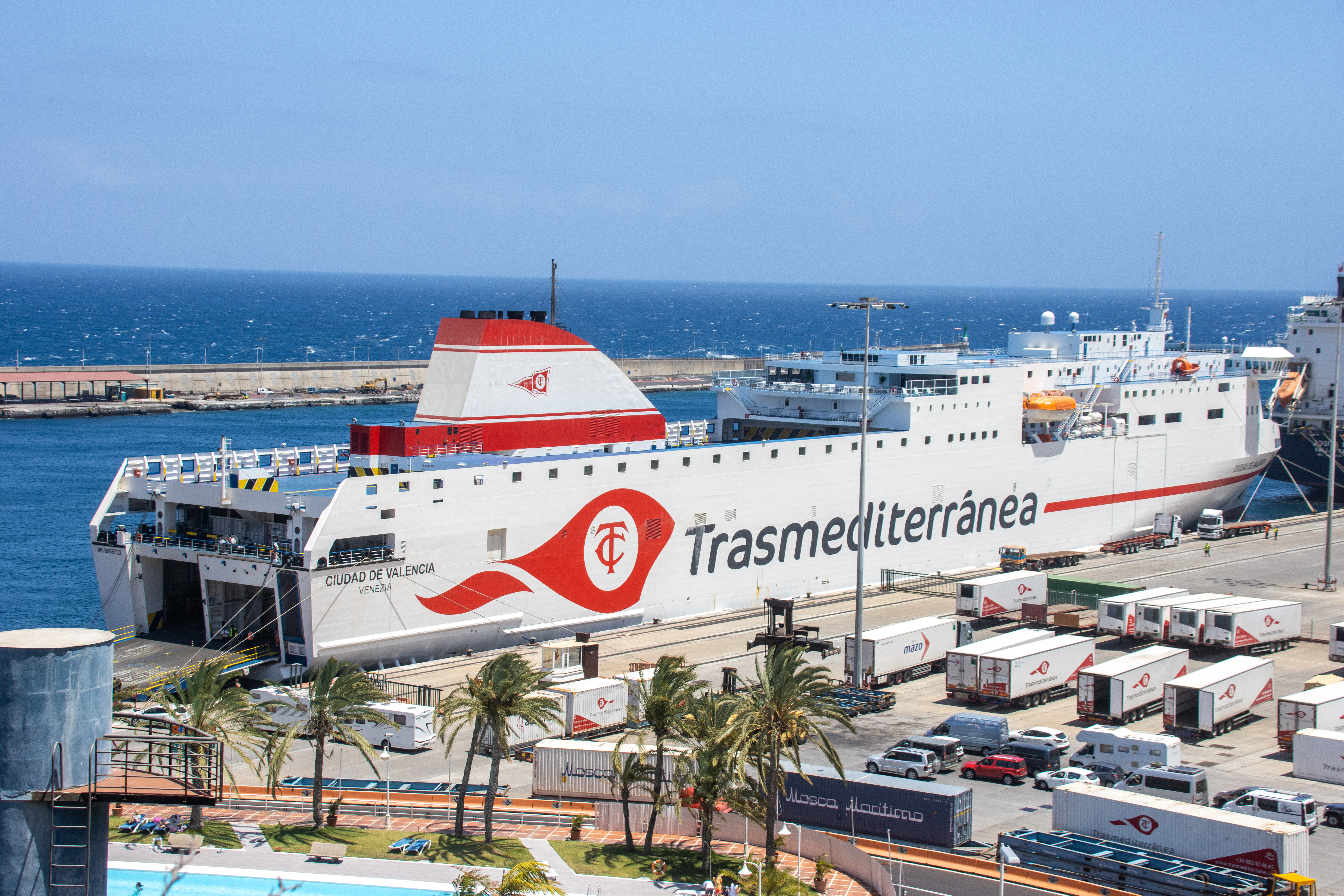

## وصلات خارجية
- الموقع الرسمي

لم يتم العثور على روابط لمواقع التواصل الاجتماعي.